# Chia (Kryptowährung)
Chia ist eine 2017 von Bram Cohen konzipierte Blockchain-Technologie, die zugleich die Basis einer Transaktions-Plattform und einer Kryptowährung darstellt.
Eine Besonderheit der verwendeten Blockchain ist das Konzept des "Proof-of-Space-and-Time", der den Proof of Work für einen abzuschließenden Block darstellt. Hierbei muss der Besitz des passenden Hash-Werts nachgewiesen werden, jedoch wird kein neuer Hash berechnet. Dadurch benötigen Miner der Chia-Blockchain (auch Farmer genannt) weniger Rechenleistung und daher weniger Energie, aber dafür deutlich größere Speicherkapazitäten als andere Blockchain-Konzepte. Im April 2021 wuchs das vom Chia-Netzwerk belegte Datenvolumen so erstmals über ein Exabyte, so dass bereits ein Einfluss auf die Preislage bei SSDs und Festplatten vermutet wurde. Anfang April 2023 betrug das belegte Datenvolumen des Chia-Netzwerkes über 21 Exbibyte, verteilt auf über 115000 sogenannte Nodes (am Betrieb des Netzwerkes beteiligte Computer).